# Republic (Missouri)
Republic is een plaats (city) in de Amerikaanse staat Missouri, en valt bestuurlijk gezien onder Greene County.

## Demografie
Bij de volkstelling in 2000 werd het aantal inwoners vastgesteld op 8438.
In 2006 is het aantal inwoners door het United States Census Bureau geschat op 11.354, een stijging van 2916 (34,6%).

## Geografie
Volgens het United States Census Bureau beslaat de plaats een oppervlakte van
14,5 km², geheel bestaande uit land. Republic ligt op ongeveer 399 m boven zeeniveau.

## Plaatsen in de nabije omgeving
De onderstaande figuur toont nabijgelegen plaatsen in een straal van 16 km rond Republic.